# Tropidodipsas tricolor
Tropidodipsas tricolor — вид змій родини полозових (Colubridae). Ендемік Мексики. Описаний у 2021 році.

## Поширення і екологія
Tropidodipsas tricolor мешкають в горах Південної Сьєрра-Мадре, від центрального Герреро до західної Оахаки. Вони живуть у широколистяних і вічнозелених тропічних лісах, в гірських хмарних лісах та в сосново-дубових гірських лісах. Зустрічаються на висоті від 700 до 2200 м над рівнем моря, переважно на висоті понад 1700 м над рівнем моря.